# Gare d’Ébersviller
Gare d’Ébersviller vasútállomás Franciaországban, Ébersviller településen.

## Vasútvonalak
Az állomást az alábbi vasútvonalak érintik:
- Thionville–Anzeling-vasútvonal

## Kapcsolódó állomások
A vasútállomáshoz az alábbi állomások vannak a legközelebb:
- Gare de Hombourg-Budange
- Gare d’Anzeling